# Centralafrikanska republikens historia
Denna artikel handlar om Centralafrikanska republikens historia.
Under århundraden har de folk som bor i nuvarande Centralafrikanska republiken utnyttjats av främmande herrar. Först av araber och grannstammar, därefter av européer. Efter landets självständighet har landet försvagats av inre motsättningar mellan stammar och ett vanstyre från de politiska ledarna.

## Landet ges sin nuvarande form

### Före kolonisationen (-1889)
Området mellan floderna Ubangifloden i söder och Chari i norr befolkades senast under 600-talet e.Kr. och därefter av olika riken, såsom de kring Tchadsjön och längs övre Nilen baserade Kanem-Bornu, Ouaddai, Baguirmi och Dafour. Under 1700 och 1800-talet drog nya folkgrupper fram, såsom Zande, Banda och Baya-Mandjia.
Fram till mitten av 1800-talet var folken på savannerna i norra delen av det område som idag utgörs av Centralafrikanska republiken mål för slavjakt utförd av araber från Sudan och folk från sänkan vid Ubangifloden. Detta skapade de motsättningar mellan folken i området som än idag är tydliga på landets politiska scen.

### Kolonisationen (1889-1960)
Då fransmännen upprättade sin första utpost vid Bangui 1889 regerades övre Ubangifloden av den egyptiske sultanen Rabah. Frankrike inledde en formell ockupation 1894. Först 1903 hade man helt övervunnit Rabah och under namnet Oubangi-Shari buntades området 1905 ihop med nuvarande Tchad. Landet som saknade kust och var otillgängligt var av underordnad betydelse. Styret karaktäriserades av en svag administration, men ett brutalt system för tvingad arbetskraft till plantagerna.1910 skapades Franska ekvatorialafrika då området grupperades med nuvarande Gabon och delar av Franska Kongo.
Med Frankrikes nya konstitution efter andra världskriget började reformer införas. Landet blev en territoire d'outre-mer under namnet Oubangui-Chari. Invånare i Franska ekvatorialafrika gavs möjlighet att bli franska medborgare och gavs ett visst mått av självstyre. Det lokala självstyret i området kom att ledas av den katolske prästen Barthélemy Boganda som gjort sig känd för sin aktivitet för afrikanska frågor i Frankrike.
Ny fransk lagstiftning 1956 minskade ytterligare demokratiska olikheter och tillät ytterligare institutioner för självstyre i territorierna. Genom en konstitutionell folkomröstning i september 1958 upplöstes Franska ekvatorialafrika och den 1 december förklarade man den nya staten Centralafrikanska republiken född, med Boganda som statsöverhuvud. Boganda fick dock aldrig uppleva självständigheten eftersom han dog i en flygolycka i mars 1959.

## Självständigheten (1960)
I samband med självständigheten den 13 augusti 1960 valdes David Dacko till landets förste president. Hans styre ansågs svagt och egentligen skulle det inte ha varit han som tog över makten, det skulle varit Barthélemy Boganda eftersom han ledde frihetsrörelsen på 1950-talet. Boganda omkom innan landet blev självständigt 1960.

### Bokassas styre (1966–1979)
År 1966 störtades David Dacko av sin kusin, arméchefen Jean-Bédel Bokassa. Bokassa började som en exemplarisk statschef, bland annat införde han multietniska politiska och administrativa styresskick och jämlikhet, första afrikanska kvinnan som premiärminister. Hans senare år vid makten kom dock att kännetecknas av vanstyre och oberäknelighet, han utropade sig själv som kejsare och döpte om landet till Centralafrikanska kejsardömet och blev världskändis, 1977, vid sin kröning, som var en kopia på Napoleon I:s. När han 1979 lät beordra en massaker på 80 skolbarn som vägrat bära skoluniform som hans familj hade ensamrätten till att sälja, störtades han i en kupp stödd av Frankrike.
Bokassa levde därefter i exil i Frankrike fram till 1986 då han återvände till Centralafrikanska republiken. Han ställdes då inför rätta och dömdes 1987 till döden, vilket sedermera mildrades till livstids fängelse. I samband med tumultet som uppstod med de fria valen 1993 gavs alla landets fångar amnesti och fram till sin död 1996 kunde således Bokassa leva som en fri man i Bangui.

### Kolingba (1981–1993)
Då Bokassa störtats återkom David Dacko till makten. Inte heller denna gång blev hans styre vare sig lyckat eller långvarigt. En militärkupp genomfördes 1981 i vilken general André Kolingba tog makten. Åren med Kolingba var relativt stabila, även om hans taktik att fylla administrationen med släktingar ur Yakoma-stammen kom att spä på motsättningarna mellan stammarna i landet. 1986 skapade han Rassemblement démocratique centrafricain (RDC) och återställde därmed ett konstitutionellt styre, om än med endast ett tillåtet parti. På grund av nationella och internationella påtryckningar tvingas emellertid Kolingba 1991 att acceptera några oppositionspartier, ett visst mått av pressfrihet, samt utlova ett presidentval.

### Patassé (1993–2003)
I det första demokratiska valet som hölls den 22 augusti 1993 förlorade Kolingba stort. Segraren kom att bli Ange-Félix Patassé som tidigare varit premiärminister i Bokassas regering. Patassé och hans parti Mouvement pour la libération du people centrafricain (MLPC) lyckades erövra 35 av de 85 sätena i Nationalförsamlingen. Under Patassés tid vid makten gavs utrymme för etniska motsättningar likväl som politisk och ekonomiskt vanstyre. Oförmågan att betala löner till de statsanställda – delvis orsakat av Frankrikes beslut att sluta stödja avlöningarna – resulterade i myterier och uppror hos delar av armén i april, maj och november 1996. Detta åtföljdes av sammanstötningar mellan arméfraktioner – huvudsakligen från Yakoma-stammen – och presidentens livgarde. I början av 1997 lyckades regeringen med stöd från Gabon och Mali att uppnå ett fredsavtal. En fredsstyrka från ett flertal afrikanska länder, Mission interafricaine de surveillance des accords de Bangui (MISAB) ansvarade för fredsavtalets skulle efterlevande. I april 1998 gavs denna styrka FN-flagg och döptes om till Mission des Nations Unies en République Centrafricaine (Minurca).
Efter myteriet 1996–97 kom Patassé att utse betrodda och opartiska premiärministrar – Michel Gbézéra-Bria 1997, samt Anicet-Georges Dologuélé 1998 – som normaliserade förbindelserna med IMF och genomförde reformer i syfte att öka den makroekonomiska stabiliteten. I valet 1998 lyckades den presidenttrogna rörelsen – bestående av Patassés eget parti MLPC samt sju oberoende kandidater – lägga beslag på 54 av de 109 sätena i Nationalförsamlingen. Året därpå vann Patassé en andra period i presidentvalet, med 51,6% av rösterna i första rundan. Efter att valet passerat lugnt kunde Minurca år 2000 ersättas med en mindre FN-styrka, Bureau d’observation des Nations Unies en Centrafrique (BONUCA), som hade i uppdrag att bevaka fredsprocessen och uppmuntra till de reformer av militären som ansågs nödvändiga för långsiktig stabilitet.
Patassés andra mandatperiod var mindre lyckad än den förra. Nu ökade den etniska polariseringen och det politiska förtrycket, vilket gav upphov till rebellrörelser. Slutligen var situationen närmast att likna vid ett öppet krig. I maj 2001 försökte den förre presidenten André Kolingba stödd av sin stam Yakoma återerövra makten. Patassé slog ned statskuppen, men var för denna skull nödd att begära hjälp från Libyen. Det politiska förtrycket ökade ytterligare och tusentals Yakoma tvingades fly landet. Vid en regeringsombildning i augusti tilldelades nyckelposterna till personer Patassé visste att han kunde lita på. Samtidigt ökade upproret och i slutet av 2001 pågick regelbundna sammandrabbningar mellan Patassé-trogna styrkor och styrkor lojala med den avskedade arméchefen François Bozizé.
Liksom Patassé var Bozizé en man från norra delen av landet. Han hade nu byggt upp en styrka baserad i södra Tchad och genomförde attacker över gränsen. Under en kort period i oktober 2002 lyckades man inta Bangui. Regeringens militära styrka försvagades under hela 2002 och vidare under 2003. Man blev alltmer beroende av stöd från libyska trupper och Kongos befrielserörelse, en rebellrörelse baserad i Kongo-Kinshasa på andra sidan Ubangifloden. I mars 2003 gjorde Bozizé en stark framryckning och lyckades praktiskt taget utan motstånd inta Bangui och därmed avsluta Patassés decennielånga styre. Patassé lever för närvarande i exil i Togo.

### Bozizés övergångsregim (2003–2005)
Under övergångsperioden åtnjöt Bozizé åtminstone till en början ett allmänt stöd i Bangui. Ordningen återvände till det normala och de statsanställda fick ut sina löner. Han åtnjöt även stöd från de ledande politiska grupperna, vilka han lät delta i det Nationella Övergångsrådet som skulle vara ett substitut för parlamentet. Under 2004 visade sig emellertid tecken på att detta stöd var i gungning. På grund av obetalda löner uppstod strejker hos statsanställda i februari och mars. Dessutom lyckades Bozizé reta upp Övergångsrådet genom att anta statsbudgeten för 2004 utan deras beaktande. Han misslyckades dessutom med att vinna förtroende från det förra regeringspartiet MLPC. Dessutom åtnjuter Bozizé med all sannolikhet mycket lågt stöd på landsbygden, eftersom stora delar av landet är instabila och de gårdar, kyrkor och industrier som förstördes i samband med kuppen 2003 har ännu ej ersatts.
Inför valet 2005 blev landets stora politiska grupper alltmer högljudda i sin kritik mot Bozizé. Samtidigt stöddes han emellertid av den internationella gemenskapen då han förde med sig stabilitet och lovade demokratiska val.

### Bozizé som demokratiskt vald president (2005–)
Trots tidigare löften om att avgå i samband med de demokratiska valen tillkännagav Bozizé i december 2004 att han skulle delta i valet 2005. En politisk kris förhindrades genom att alla oppositionskandidater i januari 2005 plötsligt tilläts ställa upp, även de som tidigare förbjudits av konstitutionsdomstolen. Enda undantaget var den förre presidenten, Ange-Félix Patassé. Detta resulterade i att valet sköts upp från januari till mars 2005.
Bozizé vann ingen majoritet i den första valomgången som hölls den 13 mars. I andra omgången den 8 maj stod valet mellan honom och Martin Ziguélé som representerade det förra regeringspartiet MLPC. Resultatet blev 64,6% för Bozizé, mot 35,4% för Ziguélé. Valet ansågs av de flesta ha gått korrekt till, även om det i vanlig ordning knorrades över valfusk på sina håll.
Bozizés seger i presidentvalet fick ytterligare en skjuts av resultatet i parlamentsvalet. Med sina 42 platser av 105 i Nationalförsamlingen blev Bozizés koalition, Convergence Kwa Na Kwa, den största gruppen. De två största opposionspartierna – Patassés parti MLPC fick 11 platser och Kolingbas parti RDC fick 8 platser.
I sin regering valde Bozizé en premiärminister från norr, Elié Doté. Även resten av regeringen domineras av medlemmar ur Convergence Kwa Na Kwa och Bozizés egen släkt. Bozizés brorson Sylvain Ndoutingaï fick ansvar för de viktiga gruv- och energifrågorna; och Michel Sallé fick ånyo ansvar för inrikesfrågor. Från allianspartierna blev Massi transportminister och Ngoupandé utrikesminister. Dessutom fick oppositionspartiet MLPC två platser, men vägrade ta dessa i besittning.